# 静岡県道378号猪鼻湖周遊自転車道線
静岡県道378号猪鼻湖周遊自転車道線（しずおかけんどう378ごう いのはなこしゅうゆうじてんしゃどうせん）は、静岡県浜松市浜名区の浜名湖の枝湾である猪鼻湖畔を通る自転車道（県道）であるが、路線認定のみされている全線未供用の県道である。

## 概要
- 陸上距離：0㎞(全線未供用のため)
- 起点：浜松市浜名区三ヶ日町三ヶ日
- 終点：浜松市浜名区三ヶ日町瀬戸